# Шамборан
Шамборан (фр. Chamborand) насеље је и општина у централној Француској у региону Лимузен, у департману Крез која припада префектури Гере.
По подацима из 2011. године у општини је живело 236 становника, а густина насељености је износила 21,11 становника/km². Општина се простире на површини од 11,18 km². Налази се на средњој надморској висини од 426 метара (максималној 479 m, а минималној 340 m).

## Демографија
| 1962. | 1968. | 1975. | 1982. | 1990. | 1999. | 2011. |
| ----- | ----- | ----- | ----- | ----- | ----- | ----- |
| 239   | 310   | 283   | 277   | 266   | 237   | 236   |

График промене броја становника у току последњих година